# Liste der Kulturgüter in Seewen
Die Liste der Kulturgüter in Seewen enthält alle Objekte in der Gemeinde Seewen im Kanton Solothurn, die gemäss der Haager Konvention zum Schutz von Kulturgut bei bewaffneten Konflikten, dem Bundesgesetz vom 20. Juni 2014 über den Schutz der Kulturgüter bei bewaffneten Konflikten sowie der Verordnung vom 29. Oktober 2014 über den Schutz der Kulturgüter bei bewaffneten Konflikten unter Schutz stehen.
Objekte der Kategorien A und B sind vollständig in der Liste enthalten, Objekte der Kategorie C fehlen zurzeit (Stand: 1. Januar 2023).

## Kulturgüter
| Foto |                                                                                           | Objekt                                                        | Kat. | Typ | Standort                      | Beschreibung                                              |
| ---- | ----------------------------------------------------------------------------------------- | ------------------------------------------------------------- | ---- | --- | ----------------------------- | --------------------------------------------------------- |
| ja   | Datei hochladen · Wikidata zu Museum für Musikautomaten (Q1954656)                        | Bundesmuseen - Museum für Musikautomaten KGS-Nr.: 08574       | A    | S   | Bollhübel 1 616805 / 254389   |                                                           |
| BW   | Datei hochladen · Wikidata zu Schauenburg (Q115098184)                                    | Schauenburg, mittelalterliche Burgruine KGS-Nr.: 02377        | B    | F   | 600417 / 231730               | Koordinatenstandort befindet sich in der Gemeinde Selzach |
| BW   | Datei hochladen · Wikidata zu Seeloch, neuzeitlicher Wasserstollen (Q115098417)           | Seeloch, neuzeitlicher Wasserstollen KGS-Nr.: 02401           | B    | F   | Bödeli 614430 / 253150        |                                                           |
| BW   | Datei hochladen · Wikidata zu Woll, Wall und Graben unbekannter Zeitstellung (Q115098511) | Woll, Wall und Graben unbekannter Zeitstellung KGS-Nr.: 02582 | B    | F   | Woll 614760 / 252580          |                                                           |
| BW   | Datei hochladen · Wikidata zu Fulnau, mittelalterliche Burgstelle (Q115098607)            | Fulnau, mittelalterliche Burgstelle KGS-Nr.: 02635            | B    | F   | Fulnau 614270 / 253180        |                                                           |
| ja   | Datei hochladen · Wikidata zu Katholische Kirche St. German (Q29881243)                   | Katholische Kirche St. German KGS-Nr.: 04676                  | B    | G   | Kirchweg 5 616751 / 253775    |                                                           |
| BW   | Datei hochladen · Wikidata zu Herrschaftlicher Berghof (Q29881240)                        | Herrschaftlicher Berghof KGS-Nr.: 04677                       | B    | G   | Unterackert 2 614865 / 251982 |                                                           |